# Суотамо, Йонас
Йонас Вильями Суотамо (фин. Joonas Viljami Suotamo; род. 3 октября 1986 года, Эспоо, Уусимаа, Финляндия) — финский баскетболист и актёр. Наиболее известен как актёр, сменивший Питера Мейхью в роли Чубакки из киноэпопеи «Звёздные войны». Обладает ростом в 211 сантиметров при весе в 105 килограммов.

## Биография
С детства проявил интерес к музыке, искусству. Он изучал кино и видео в ПГУ. Он исполнил двойника персонажа Чубакки, которого играл Питер Мейхью в фильме «Звёздные войны: Пробуждение силы», также он заменил его, поскольку тот, в силу проблем со здоровьем, отказался играть в продолжении «Звёздные войны: Последние джедаи» и в спин-оффе «Хан Соло. Звёздные войны: Истории».
В юности Суотамо играл в театре. Учился в Университете штата Пенсильвания, где был отличником и вошёл в состав символической сборной университетов США по баскетболу Academic All-Big Ten team. В декабре 2008 года, после 3,5 лет обучения, окончил его со степенью бакалавра искусств. Затем он отслужил срочную службу в финской армии, после которой начал карьеру в кино. В 2011—2015 играл за финский профессиональный баскетбольный клуб Эспоо, параллельно продолжая карьеру актёра. Также Суотамо выступал как режиссёр и певец; был он и страховым агентом.

## Фильмография
| Год(ы)    | Название                          | Роль     | Примечания                                 |
| --------- | --------------------------------- | -------- | ------------------------------------------ |
| 2015      | Звёздные войны: Пробуждение силы  | Чубакка  | Делил роль с Питером Мейхью и Иэном Уайтом |
| 2017      | Звёздные войны: Последние джедаи  | Чубакка  |                                            |
| 2018      | Хан Соло. Звёздные войны: Истории | Чубакка  |                                            |
| 2019      | Звёздные войны: Скайуокер. Восход | Чубакка  |                                            |
| 2022—2023 | Уиллоу                            | Плеть    | Сериaл, 4 эпизодa                          |
| 2024      | Аколит                            | Келнaккa | Сериaл, 5 эпизодов                         |
| 2025      | Уэнздей                           | Ларч     | Сериaл, 4 эпизода                          |